# Gromada Przeczyce
Gromada Przeczyce war eine Verwaltungseinheit in der Volksrepublik Polen zwischen 1954 und 1972. Verwaltet wurde die Gromada vom Gromadzka Rada Narodowa dessen Sitz sich in Przeczyce befand und der aus 17 Mitgliedern bestand.

Die Gromada Przeczyce gehörte zum Powiat Zawierciański in der Woiwodschaft Katowice (damals Stalinogród) und bestand aus Gromadas Boguchwałowice und Przeczyce die aufgelösten Gmina Mierzęcice und der Gromada Chmielowskie aus der aufgelösten Gmina Siewierz, sowie Waldflächen Nr. 223–241 aus dem Waldbezirk Łysa Góra.

Am 26. Februar 1956 wurde das Dorf Chmielowskie aus der Gromada ausgegliedert und zur Gromada Siewierz zugeordnet.

Am 31. Dezember 1961 kam das Dorf Toporowice aus der Gromada Mierzęcice zur Gromada Przeczyce. Die Gromada bestand bis 1. Januar 1973 und wurde mit der Gebietsreform aufgelöst.